# Dunkelkauz
Der Dunkelkauz (Ninox obscura) ist eine Eulenart aus der Gattung der Buschkäuze. Er kommt auf den Andamanen und Nikobaren im Indischen Ozean vor. Erst 2005 wurde er vom Falkenkauz (Ninox scutulata) abgetrennt.

## Merkmale
Die kleine bis mittelgroße Eule erreicht eine Länge von 29 bis 30 Zentimeter. Das Gefieder ist oben und unten bläulich kaffeebraun, zum unteren Bauch hin etwas heller und rötlicher. An den Flanken oder darunter befinden sich einige weißliche Flecken oder Binden. Die Unterschwanzdecken sind schwach weiß gebändert. Die Augen sind gelb, der Schnabel ist dunkelblau mit mattgrüner Wachshaut. Die gelben Zehen tragen schwarze Krallen.
Der Falkenkauz (Ninox scutulata) ist viel heller und mit weißlichen Flecken an der Stirn und deutlich gestreifter weißlicher Unterseite. Der sympatrisch vorkommende Andamanenkauz (Ninox affinis) ist kleiner und heller gefärbt.

## Lebensweise
Der Dunkelkauz bewohnt Wälder und Waldland in niedrigen Lagen, wo er vermutlich von großen Insekten lebt. Der Ruf huuuwúp-huuuwúp mit leichtem Anstieg ähnelt dem des Falkenkauzes.

## Verbreitung
Er lebt endemisch auf den Andamanen und Nikobaren.